# Niémé
Niémé ist ein Dorf in Burkina Faso, in der Region Boucle du Mouhoun, der Provinz Nayala und dem Departement Toma. Niémé liegt am südlichen Rand der Sahelzone und hat 650 Einwohner (1996).